# Tayloria reinerii
Tayloria reinerii là một loài rêu trong họ Splachnaceae. Loài này được Garov. mô tả khoa học đầu tiên năm 1840.